# Tyrone Keogh
Pour les articles homonymes, voir Keogh (homonymie).
Tyrone Keogh, né en 1982, est un acteur, mannequin et assistant réalisateur sud-africain. Il est principalement connu pour ses rôles dans les séries The Wild (en), The Girl from St. Agnes (en) et Dominion.

## Biographie

### Jeunesse
Tyrone Keogh naît en 1982 à Johannesbourg, en Afrique du Sud. Ses parents sont tous les deux dans l'industrie du cinéma, son père Danny Keogh est acteur, et sa mère Debbie Cornell est productrice de films,. En 2011, il remporte le concours Cleo Bachelor of the Year à Fourways à Johannesburg.

### Carrière
À 14 ans, Tyrone Keogh commence sa carrière dans l'industrie du cinéma par divers emplois dans la production, comme peintre de décors, constructeur de décors, accessoiriste et soigneur d'animaux. À 16 ans, il apparaît dans des publicités télévisées sud-africaines pour de nombreuses marques telles que Vodacom UK, Pepsi USA, Opel Europe, Orange Communications, Nestlé et KFC. De 2002 à 2004, il travaille comme assistant décorateur pour les films Pavement, Citizen Verdict et Wake of Death. En 2004, il obtient son premier rôle au cinéma dans le film Blast. Il occupe ensuite nombreux rôles de soutien dans plusieurs grands films internationaux tels que Blood Diamond, Le Deal, Goodbye Bafana. et Starship Troopers 3. En 2007, il joue dans le film hollywoodien Goodbye Bafana, réalisé par Joseph Fiennes.
En 2008, il s'installe à Londres et signe avec l'agent Jeremy Conway. Il commence ensuite à jouer dans des courts métrages : Service Pistol et The Tunnel. Il apparait également dans deux émissions télévisées de la BBC. Il retourne en Afrique du Sud en 2011 et joue le rôle de Jack van Reenen dans le feuilleton The Wild (en) diffusé sur M-Net de 2011 à 2013. En 2012, il est élu homme le mieux habillé d'Afrique du Sud par le magazine GQ. En 2013, il joue le rôle de Tom dans le feuilleton SAF3. Au cours de cette période, il est invité à jouer dans des séries télévisées internationales telles que Dominion, Homeland et Black Sails. Après le succès de ces séries, il joue dans le film 24H Limit de Brian Smrz aux côtés d'Ethan Hawke.

## Vie privée
De 2012 à 2014, Tyrone Keogh fréquente l'ancienne Miss Afrique du Sud Nicole Flint,. Il épouse l'actrice britannique Shivani Ghai en novembre 2016.

## Filmographie

### Cinéma
| Année | Titre                                    | Rôle                                                | Genre           | Ref. |
| ----- | ---------------------------------------- | --------------------------------------------------- | --------------- | ---- |
| 2004  | Blast                                    | Michael Kittridge jeune                             | Long métrage    |      |
| 2006  | Blood Diamond                            | SA Page                                             | Long métrage    |      |
| 2007  | Goodbye Bafana                           | Brent Gregory                                       | Long métrage    |      |
| 2007  | More Than Just a Game                    | Warder Ekwilbou                                     | Long métrage    |      |
| 2008  | Le Deal                                  | Bagel PA                                            | Long métrage    |      |
| 2008  | Starship Troopers 3                      | MP Sergeant                                         | Direct-to-video |      |
| 2008  | Service Pistol                           | Jp                                                  | Court métrage   |      |
| 2010  | The Tunnel                               | Caporal sud-africain, premier assistant réalisateur | Court métrage   |      |
| 2010  | Death Race 2                             | Cameraman #2                                        | Direct-to-video |      |
| 2011  | Waterfront                               | non renseigné                                       | Long métrage    |      |
| 2015  | Eye in the Sky                           | Sammy                                               | Long métrage    |      |
| 2017  | 24H Limit                                | Keith Zera                                          | Long métrage    |      |
| 2017  | Accident                                 | Fred                                                | Long métrage    |      |
| 2020  | Transference: A Love Story               | Douglas Cornell                                     | Long métrage    |      |
| 2020  | Jerusalema - South African Film Industry | Jack                                                | Court métrage   |      |

### Télévision
| Année     | Titre                        | Rôle                                   | Genre      | Réf.     |
| --------- | ---------------------------- | -------------------------------------- | ---------- | -------- |
| 2008      | Generation Kill              | Charlie Marine (1 épisode)             | Mini-série |          |
| 2011-2013 | The Wild (en)                | Jack Van Reenen (412 épisodes)         | Série      |          |
| 2013      | SAF3                         | Tom (1 épisode)                        | Série      |          |
| 2014      | Domination                   | Lieutenant Vince Halloran (7 épisodes) | Série      |          |
| 2014      | Homeland                     | SF #1 (1 épisode)                      | Série      |          |
| 2017      | Black Sails                  | Adams (2 épisodes)                     | Série      |          |
| 2019      | The Girl from St. Agnes (en) | Shane Moolman (8 épisodes)             | Série      |          |
| 2020      | Still Breathing              | Stephen (13 épisodes)                  | Série      |          |
| 2024-2025 | Summertide                   | Gavin Field (20 épisodes)              | Série      |          |
| 2024-2025 | Die Byl                      | William Miller (20 épisodes)           | Série      |          |
| 2025      | One Piece                    | Dalton                                 | Série      | Saison 2 |